# Голубочкин, Дмитрий Олегович
Дмитрий Олегович Голубочкин (род. 26 сентября 1969, Москва) — советский и российский профессиональный культурист, киноактёр, тренер, судья, блогер. Абсолютный чемпион России по бодибилдингу 2006 года по версии ФБФР, многократный чемпион Москвы, серебряный призёр чемпионата Европы 2009 года. Мастер спорта России международного класса (9 февраля 2010 года).

## Биография
Родился 26 сентября 1969 года в Москве.
Работал в 1992 году менеджером.
На данный момент[какой?] личный тренер по бодибилдингу, также ведет свой Youtube, Telegram и Instagram .

## Спортивная карьера
Дмитрий занимался спортом с детства: плаванием и хоккеем, играл за юниорскую команду московского «Торпедо». Учился в железнодорожном техникуме. С 17 лет (с 1987 года) занимается культуризмом, в 1988 году выступил на осеннем чемпионате Москвы в юниорской категории в тяжёлом весе и занял 2-е место. Дмитрия приглашали в регбийную команду, однако он отказался: после первой же тренировки он убедился, что не готов выступать в командных видах спорта. В начале 1989 года Дмитрий выиграл кубок имени Дикуля в своей категории.
После победы на кубке Дикуля Дмитрий был призван в советскую армию, службу проходил в 1989—1991 годах в 234-м гвардейском десантно-штурмовом полку (участник учений ВДВ в Гайжунае и в Армянском погроме в Баку) . В полку он был ответственным за спортзал. Вскоре Дмитрий узнал о проведении турнира по бодибилдингу в Пскове: он стал вести активную подготовку для участия в категории свыше 90 кг и завоевал там бронзовую медаль. После службы в армии Дмитрий начал готовиться к осеннему чемпионату Москвы в категории свыше 90 кг, на котором занял 3-е место. Ещё на серии турниров Голубочкин занимал призовые места, а в 1995 году на кубке России в спорткомплексе «Измайлово» он занял 5-е место среди 27 участников, обойдя известных к тому моменту российских культуристов Сергея Шелестова и Юрия Мельникова.
Далее Дмитрий взял паузу в соревнованиях в связи с рождением сына, а в 1999 году вернулся в бодибилдинг, заняв 2-е место в чемпионате Москвы (в тройку призёров также вошли Олег Макшанцев и Юрий Мельников). Начиная с юниоров, Дмитрий Голубочкин во всех турнирах Москвы, в которых участвовал, занимал место в тройке. В 2000 году впервые выиграл чемпионат Москвы. В 2005 году он начал сотрудничество с компанией «МСН Спорт» и тренером Фиделей Седых, а в 2006 году выиграл все официальные турниры и конкурсы Федерации бодибилдинга и фитнеса России, став абсолютным чемпионом страны. После этого он снова взял перерыв, вернувшись в 2009 году весной на открытый кубок Москвы (2-е место). На Кубке России Дмитрий занял 3-е место. В 2009 году на чемпионате Европы в Сербии Дмитрий Голубочкин стал серебряным призёром, а в 2012 году занял 13-е место на любительском чемпионате мира в Эквадоре в категории свыше 100 кг.
После завершения спортивной карьеры Голубочкин стал комментатором соревнований по бодибилдингу и фитнесу.

## Кинокарьера
Голубочкин снялся в трёх фильмах: «Нулевой километр» (2007), «Кремень. Освобождение» (2013) и «Качалка» (2015).

## Семья
Сын от первого брака — Илья (род. 21 января 1997 года), вице-чемпион Москвы по бодибилдингу.
Третья жена — Ольга Голубочкина (род. 14 марта 1987), спортсменка по гребле на байдарках, мастер спорта России и Республики Беларусь, чемпионка Европы и мира по гребле на лодках класса «дракон» (соревнования IDBF), фитнес-тренер.
У пары родился сын Никита 17 мая 2022 года.

## Конфликты
Помимо спортивных достижений, в российском бодибилдинге Голубочкин стал известен благодаря своим критическим замечаниям в адрес российского бодибилдинга, начиная от организации конкурсов и заканчивая участниками и судейством.
Негативно относится к конкурсам пляжного бодибилдинга (men’s physique) и фитнес-бикини, считая их не имеющими отношения к бодибилдингу. 7 апреля 2012 года он дал развёрнутое интервью порталу Fitsport.ru в преддверии соревнования «Московская битва 2012», в котором крайне жёстко прошёлся по многим сторонам российского бодибилдинга, в том числе судейству Федерации бодибилдинга и фитнеса России, а также уровню участников самих российских соревнований; в том же интервью он резко негативно высказался в адрес некоторых участниц конкурсов фитнес-бикини. 16 января 2016 года на семинаре в Минске Голубочкин разъяснил, что все его высказывания были направлены в адрес лиц, позорящих культуризм, а не против порядочных спортсменов и спортсменок.
В 2009 году Голубочкин подписал открытое письмо против актёра и шоумена Александра Курицына-Невского, позиционировавшего себя как сторонника «оздоровительного бодибилдинга»: в письме Невского обвиняли в присвоении себе титулов победителя соревнований NABBA и IFBB, хотя он официально никогда не числился среди участников соревнований. В частности, Голубочкин обвинил Курицына в том, что последний порочил честь Владимира Турчинского и бодибилдинга своими скандальными высказываниями.
В 2017 году Федерация бодибилдинга России дисквалифицировала его сроком на один год за то, что во время турнира в Краснодаре оскорбительно высказался в адрес судьи и одной из участниц турнира: решение не было отменено, несмотря на последующие извинения и раскаяния от бодибилдера.
11 апреля 2022 года Голубочкина пожизненно исключили из Федерации бодибилдинга России за оскорбления в адрес участниц соревнований по фитнес-бикини в Санкт-Петербурге: с его слов, среди участниц того турнира было «много проституток и эскортниц». Заявление Голубочкина осудила абсолютная чемпионка России по фитнесу Екатерина Бравве; сам же бодибилдер утверждал, что его спровоцировали в прямом эфире и что его слова порядочные люди не должны воспринимать буквально.

## Антропометрические данные
- Рост[13]: 186 см
- Бицепс[13]: 52,7см
- Соревновательный вес: 115
- Вес в межсезонье: 140
- Грудная клетка[13]: 148 см
- Бедро[13]: 82 см